# Polylepis
Polylepis (Polylepis) je rod rostlin z čeledi růžovité. Jsou to opadavé nebo stálezelené keře a stromy s lichozpeřenými listy a bezkorunnými pravidelnými květy. Rod zahrnuje asi 15 druhů a je rozšířen v jihoamerických Andách. Některé druhy tvoří ve vysokých polohách And (až do 5200 metrů nad mořem) polylepisové lesy, které jsou nejvýše položenými lesními porosty na světě a tvoří ekologicky cenná, ojedinělá společenstva.

## Popis
Zástupci rodu polylepis jsou opadavé nebo stálezelené stromy a keře dorůstající výška od 1 do 27 metrů. Kůra je tmavě červená, mnohovrstevná, odlupčivá v tenkých plátcích. Listy jsou střídavé, nahloučené na koncích větví, lichozpeřené s 1 až 9 jařmy lístků. V obrysu jsou kosočtverečné nebo hranatě vejčité až obvejčité, 2 až 19 cm dlouhé a 0,8 až 9 cm široké. Palisty jsou srostlé v pochvu objímající větévku. Jednotlivé lístky jsou kopinaté, vejčité, obvejčité nebo podlouhlé, 0,6 až 3,7 cm dlouhé a 0,2 až 1,7 cm široké, celokrajné s podvinutým okrajem nebo vroubkované či pilovité, na rubu chlupaté, žláznaté nebo olysalé.
Květenství jsou vzpřímená nebo převislá, až 36 cm dlouhá, tvořená 1 až více než 60 květy. Květy jsou oboupohlavné, 4 až 10 mm široké. Kalich je tvořen 3 nebo 4 lístky, na vnější straně chlupatý, žláznatý nebo vlnatý. Koruna chybí. Tyčinek je 6 až 36 a jsou přirostlé v češuli při bázi čnělky. Semeník je spodní, tvořený jedním plodolistem obsahujícím jediné vajíčko. Plodem je 2 až 14 mm dlouhá nažka, na povrchu hrbolkatá či s ostny nebo křídly.

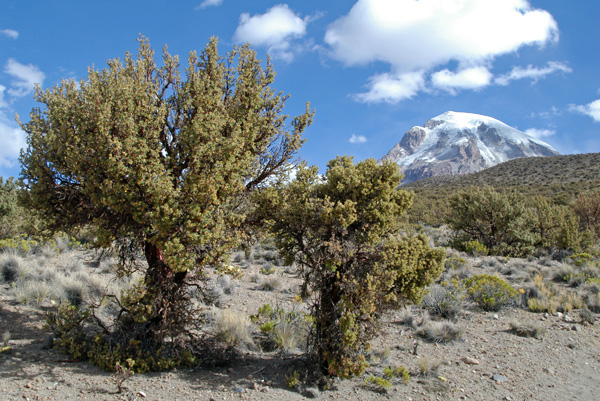
Polylepis rugulosa v bolivijském Altiplanu
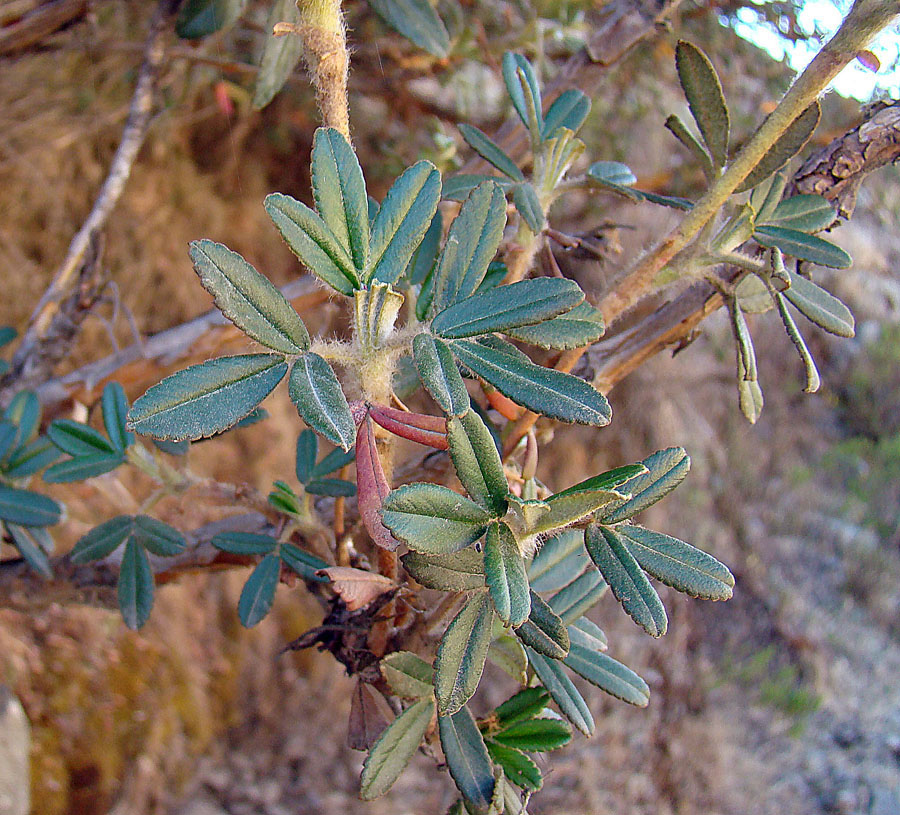
Listy Polylepis besseri
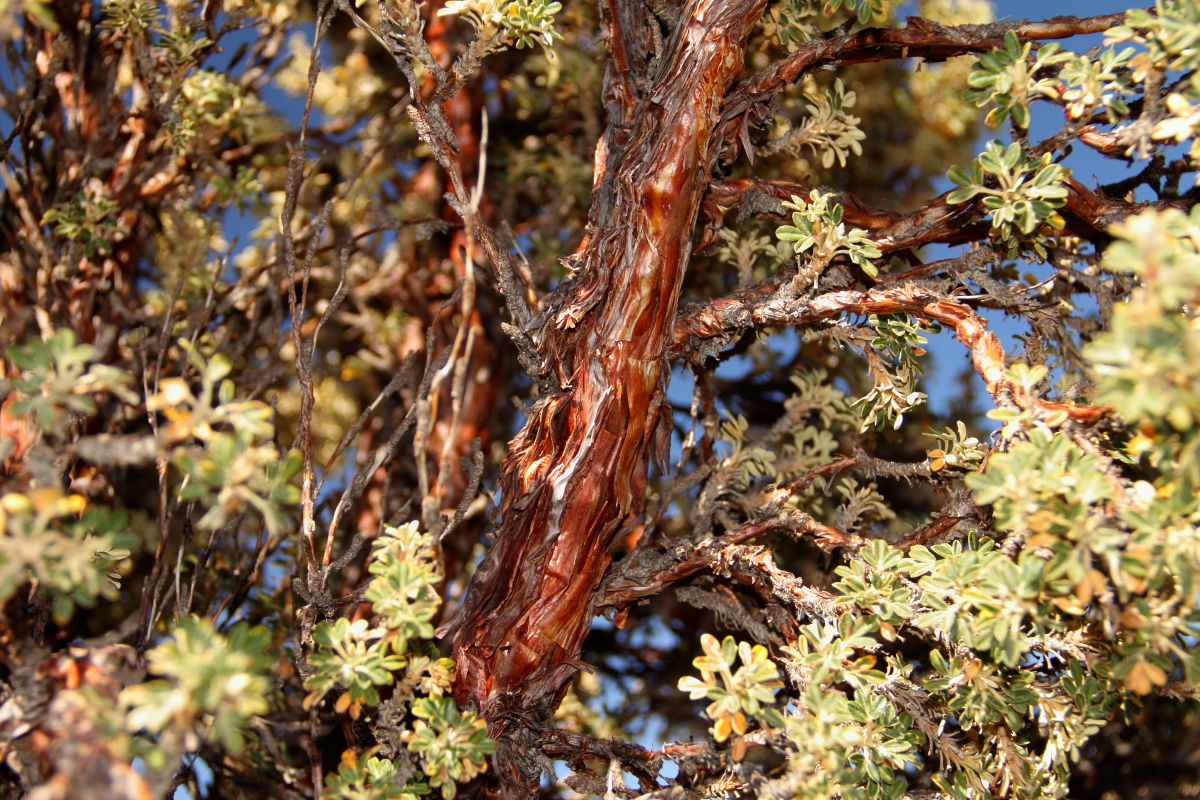
Kmen Polylepis tarapacana s typickou kůrou

## Název
Název Polylepis je složen z řeckých slov poly (mnoho) a lepis (vrstvy). Odkazuje k charakteristicky mnohovrstevné kůře.

## Rozšíření
Rod polylepis zahrnuje 15 druhů. Je rozšířen v jihoamerických Andách od severní Venezuely po severní Chile a v horách severozápadní a střední Argentiny. Vyskytuje se v nadmořských výškách od 1800 až do 5200 metrů. Největší počet druhů roste v Peru (14 druhů, 3 endemické) a Bolívii (13 druhů, 4 endemické).
Některé druhy rostou v alpínských společenstvech Středních And, známých jako puna. Zde tvoří tzv. polylepisové lesy, které jsou nejvýše položenými lesními porosty na světě. Do současnosti se dochoval pouze zlomek těchto porostů. Tato společenstva hostí mnoho vzácných rostlin i živočichů. Příkladem může být pták pitpit velký (Conirostrum binghami), náležející mezi pěvce, který je svým výskytem vázán výhradně na tyto porosty. Polylepisové lesy jsou také v severní části And v ekosystému páramo.

## Taxonomie
Rod Polylepis je v rámci čeledi Rosaceae řazen do podčeledi Rosoideae a tribu Sanguisorbeae. Mezi blízce příbuzné rody náleží krvavec (Sanguisorba), acéna (Acaena) a Margyricarpus.
První taxonomická revize byla publikována v roce 1911 a bylo v ní popsáno celkem 33 druhů. V pozdějších revizích byl jejich počet redukován.

## Význam
Lesní porosty polylepisů jsou v Andách odvěkým zdrojem dřeva. Hlavní význam těchto porostů je však ekologický, neboť tvoří ojedinělá společenstva. Některé porosty jsou chráněny v národních parcích, např. Sajama v Bolívii.